# 藍色艷陽天
《遇見奇蹟系列-藍色艷陽天》，是一部以描寫陳文鋒真實人生電視劇，由蔡昌憲、何瑗芸、黃露瑤主演，於2015年10月19日在大愛電視台首播。

## 大綱
出生於彰化縣大城鄉的陳文鋒，個性活潑、靈巧善良，在純樸小村裡一向討喜，和幾個死黨成天嘻鬧玩耍，過著無憂無慮的生活。就讀商職夜校的陳文鋒，平常也幫忙家中雜貨店送貨、補貨。十九歲的某個夜裡，陳文鋒開車撞傷了人，愛子心切的父母，不但冷靜處理所有後續賠償，還刻意將此事與陳文鋒隔離，自此陳文鋒變得沉默且鬱鬱寡歡。
退伍後的陳文鋒，和好友陳明山一同北上永和，在堂哥開設的電子工廠上班，卻因為工作內容與所學落差甚大，面臨前所未有的巨大考驗。再加上感情與友情上的受挫，導致陳文鋒時常感到莫名的恐慌、害怕、退縮，有時甚至嚴重到無法工作。對於身心狀態極度不穩定的陳文鋒，經由堂哥和家人的建議，暫時返回家鄉休養。
陳文鋒返回熟悉的老家後，開始到同學、老朋友家走動，不但認識了現在的老婆，更因緣際會在一場慈濟骨髓勸募活動中抽血建檔，對於可以救人一命的舉手之勞，開始在陳文鋒心裡起了微妙的變化。雖然在慈濟師姊通知配對成功的當下，一度引發激烈的家庭革命，但經由師姊循循善誘的詳加說明下，終於圓滿達成陳文鋒捐髓的神聖任務。
等了九年的陳文鋒，在2013年舉辦的「骨髓捐贈20週年」相見歡活動中，與受髓者一家人見面時，楊崇輝(受髓者之父)不但當場下跪叩首道謝，更透過私人管道找到陳文鋒在彰化的住家，帶著受髓者(楊聖玄)親自拜訪生命中的貴人。兩家人熱絡的互動、擁抱，彼此內心充滿無限感恩，也因為這段不可思議的因緣，讓兩人重新見證了生命奇蹟與恩典。

## 播出時間
以下時間以當地時間（台灣時間）為準

### 首播
| 頻道                            | 所在地 | 播映日期       | 播出時間             |
| ------------------------------- | ------ | -------------- | -------------------- |
| 大愛電視台 （數位頻道同步播出） | 台灣   | 2015年10月19日 | 週一至週五12：30播出 |
| 大愛海外台 （數位頻道同步播出） | 台灣   | 2015年10月19日 | 週一至週五12：30播出 |

### 重播
| 頻道                            | 所在地 | 播映日期       | 播出時間             |
| ------------------------------- | ------ | -------------- | -------------------- |
| 大愛電視台 （數位頻道同步播出） | 台灣   | 2015年10月19日 | 週一至週五22：00播出 |
| 大愛電視台 （數位頻道同步播出） | 台灣   | 2015年10月20日 | 週二至週六02：00播出 |
| 大愛海外台 （數位頻道同步播出） | 台灣   | 2015年10月19日 | 週一至週五22：00播出 |
| 大愛海外台 （數位頻道同步播出） | 台灣   | 2015年10月20日 | 週二至週六00：00播出 |

## 演員角色列表

### 演員角色
| 演員   | 角色       | 介紹 |
| 蔡昌憲 | 陳文鋒     |      |
| 何璦芸 | 方盆腰     |      |
| 黃露瑤 | 阿咪       |      |
| 吳帆   | 陳可用     |      |
| 林筳諭 | 陳惠雅     |      |
| 元六   | 楊崇輝     |      |
| 高麗虹 | 陳素貞     |      |
| 唐連振 | 明山       |      |
| 王上豪 | 偏仔       |      |
| 孟慶而 | 小萍       |      |
| 王博玄 | 阿忠       |      |
| 胡鴻達 | 堂哥       |      |
| 程政鈞 | 阿水伯     |      |
| 鍾筱花 | 阿水嬸     |      |
| 聶邦彥 | 阿財伯     |      |
| 王秀   | 陳惠端師姐 |      |
| 鄭俊廷 | 楊聖玄     |      |
| 江政恩 | 幼年聖玄   |      |

## 作品的變遷
| 大愛電視台 十點檔（週一至週五晚上22:00）節目 | 大愛電視台 十點檔（週一至週五晚上22:00）節目      | 大愛電視台 十點檔（週一至週五晚上22:00）節目 |
| -------------------------------------------- | ------------------------------------------------- | -------------------------------------------- |
|                                              | 遇見奇蹟系列－藍色艷陽天 2015年10月19日－10月23日 |                                              |
| 想念的滋味 2015年10月5日－2015年10月16日     | 遇見奇蹟系列－紅色倒數24 2015年10月26日－10月30日 |                                              |

1. ↑  【長情劇展 遇見奇蹟系列】長版片花 - 20151019 - 骨捐配對的奇蹟 - 讓我們在第六對相遇